# 鮑尚伊
鮑尚伊（1533年—？），字子任，直隸徽州府歙縣人，民籍，明朝政治人物。

## 生平
嘉靖三十七年（1558年）戊午科應天府鄉試第六十五名舉人。嘉靖四十一年（1562年）中式壬戌科會試第六十六名，三甲第一百零五名進士。授浙江仁和縣知縣。

## 家族
曾祖鮑護；祖父鮑志仁；父鮑汝賢。前母汪氏；母江氏；繼母吳氏、吳氏。具庆下。兄鲍棠。弟鲍尚周。